# UCI ProTour

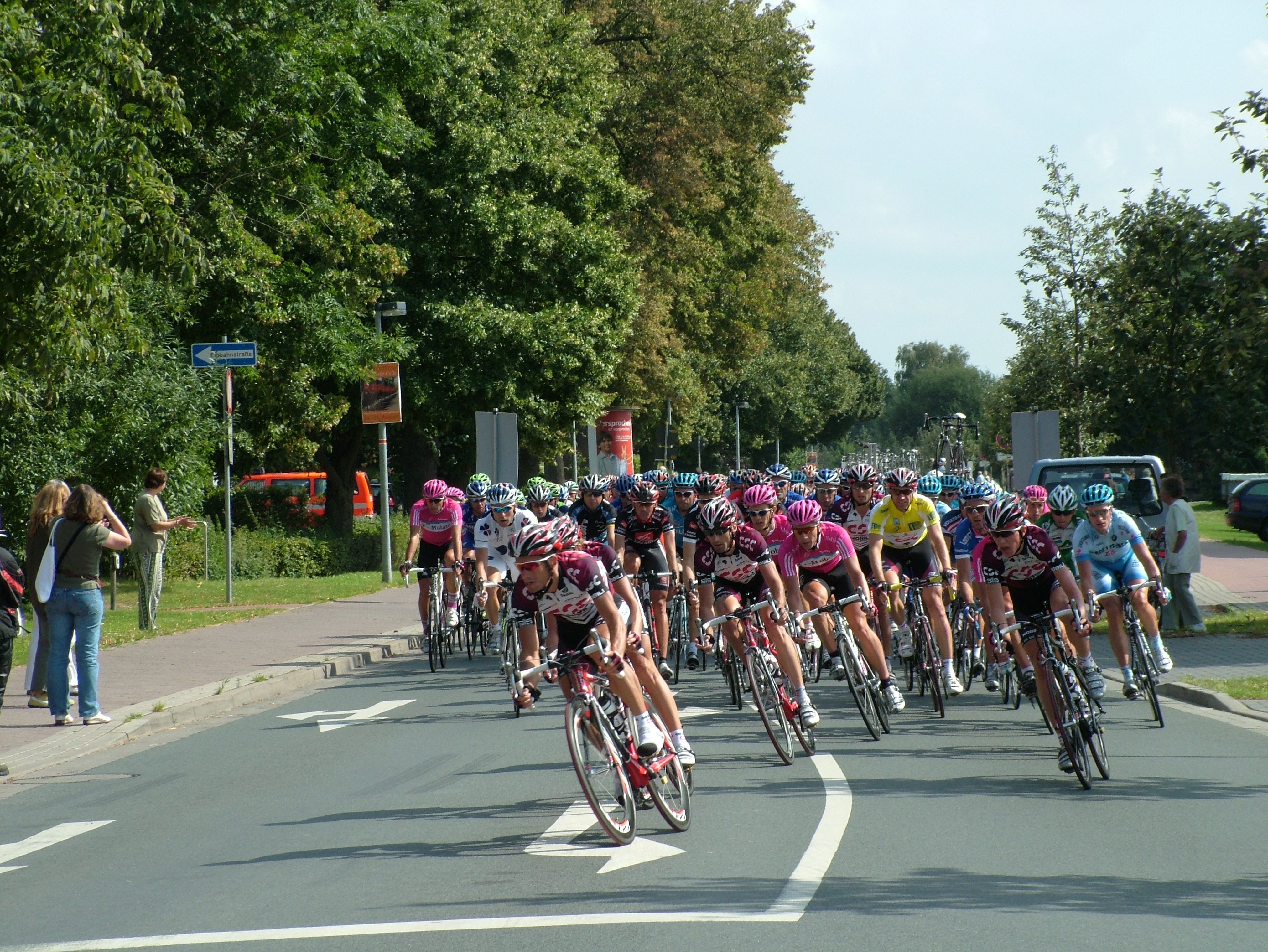
Il gruppo al Giro di Germania 2007

L'UCI ProTour era una competizione di ciclismo su strada professionistico di cui facevano parte le squadre e le corse che ottennero una "licenza ProTour". È stata creata nel 2004 dall'Unione Ciclistica Internazionale, in sostituzione della vecchia Coppa del mondo di ciclismo su strada, sotto il nome di UCI ProTeam e la prima edizione ha avuto luogo nel 2005.
Un massimo di venti squadre professionistiche possiedono una licenza, che dà loro la possibilità e l'obbligo di partecipare alle prove del circuito. Dal 2009 tale circuito fece parte di un più ampio Calendario mondiale UCI. Tutte le gare attribuivano un punteggio ai corridori, in base ai quali si stilava una classifica individuale, una a squadre ed una per nazioni. Dal 2011 è stato sostituito definitivamente dal nuovo circuito UCI World Tour.
Squadre non aventi licenza ProTour potevano partecipare alle corse del calendario ProTour, senza tuttavia acquisire punti. Anche l'inverso era possibile ovvero le squadre ProTour potevano partecipare alle prove dei circuiti continentali UCI senza ricevere punteggi.

## Storia
Secondo il progetto approvato a Liegi, in Belgio, il 22 aprile 2004 dall'Unione Ciclistica Internazionale e fortemente voluto dall'allora suo presidente, l'olandese Hein Verbruggen, il ProTour doveva rappresentare la massima espressione del ciclismo professionistico mondiale: esso comprendeva le trenta corse più importanti del calendario internazionale, cioè i tre grandi giri a tappe (Tour de France, Giro d'Italia, Vuelta a España), le dieci prove della Coppa del mondo (competizione disputata fino all'anno prima e cancellata appunto per far posto al nuovo circuito), i Campionati del mondo ed altre corse sia a tappe che in linea scelte dall'organizzazione. La partecipazione era riservata alle 20 squadre professionistiche più importanti, che avevano l'obbligo di prendere parte a tutte le prove. Un modello, quindi, molto simile a quello della massima competizione di altri sport, come la Coppa del mondo di sci.
Il progetto però incontrò forti resistenze fin dal principio: le prime a protestare furono le squadre escluse, che di fatto venivano relegate in una sorta di "serie B" del ciclismo. La prima edizione del circuito prese così il via con un compromesso: oltre alle 20 "squadre ProTour", gli organizzatori di ciascuna prova potevano invitare un certo numero di altre squadre.
Ma gli attriti più forti furono quelli tra l'UCI e gli organizzatori dei grandi giri e delle classiche: mentre l'UCI voleva gestire in maniera unitaria i contratti pubblicitari e televisivi, gli organizzatori rivendicavano il diritto di amministrare le proprie corse in maniera autonoma. Dopo tre anni di trattative, si arrivò alla rottura: nel 2008 gli organizzatori di Tour de France, Giro d'Italia e Vuelta a España ritirano dal ProTour le proprie corse.
L'edizione 2008 si disputò quindi su un calendario mutilato: solo 15 prove dalle quali mancavano non solo i tre grandi giri, ma anche quattro delle cinque "classiche monumento" (rimaneva in programma solo il Giro delle Fiandre). L'obiettivo di rappresentare la massima espressione del ciclismo venne così minato alla base.
Per l'edizione 2009 del ProTour l'UCI cambiò sistema: come soluzione di compromesso, creò il nuovo calendario mondiale UCI dove vennero considerate oltre alle gare ProTour anche tutte le corse storiche. Non esisteva quindi più il leader della classifica ProTour, ma solo quello del calendario mondiale.
Nel 2011 è stato varato dall'UCI il nuovo circuito denominato UCI World Tour, che ha riunito gli eventi del calendario UCI ProTour e le prove Historical, che nel 2009 e nel 2010 erano riunite nel Calendario mondiale UCI.

## Descrizione
L'Unione Ciclistica Internazionale assegna ad un certo numero di squadre una "licenza UCI ProTour". Il numero dei team partecipanti inizialmente di 20 è sceso a 18. Le squadre titolari di questa licenza, dette "UCI ProTeams", sono tenute a partecipare a tutte le competizioni ciclistiche che hanno ottenuto una licenza UCI ProTour (17 nel 2010).
Un UCI ProTeam è costituito dal titolare della licenza, i responsabili finanziari, gli sponsor i corridori e altre persone che assicurano il funzionamento della squadra (manager, direttori sportivi, assistenti paramedici, meccanici, etc...). Il numero di corridori per ogni squadra deve essere almeno 25, con un massimo di 28 o 30 in base al numero di neo-professionisti in rosa.
I corridori, partecipando alle prove del circuito, guadagnano dei punti secondo il sistema spiegato nella sezione successiva che gli permettono di essere classificati nelle graduatorie individuali, per squadra e per nazione.
Inoltre, le squadre UCI ProTour possono essere invitate a partecipare a corse che non fanno parte del circuito, ma di uno di quelli continentali (solamente nelle corse di categoria HC e 1 ed al massimo in misura del 50% delle squadre partecipanti). In questo caso, nessun punteggio viene attribuito ad un corridore che si sia classificato nelle prime posizioni di una di queste corse.
Secondo lo stesso principio, gli organizzatori delle corse del circuito ProTour possono invitare i "Professional Continental Team" che hanno ricevuto una "label wild card" assegnata dall'UCI.

## Classifiche UCI ProTour
Dal 2005 al 2008, il calendario dell'UCI ProTour permetteva di stabilire delle graduatorie basate sul risultato dei corridori e delle squadre partecipanti. Nel 2009, le classifiche ProTour sono state rimpiazzate da quelle del calendario mondiale UCI.

### Classifica individuale
Al termine di una prova del circuito UCI ProTour un certo numero di corridori guadagnavano dei punti per le graduatorie ProTour. Al 2008 i punteggi assegnati erano:
- 1ª categoria[5]: 50 punti al vincitore, 40 al secondo, 35 al terzo, poi 30, 25, 20, 15, 10, 5 e 2 punti per il decimo.
- 2ª categoria[6]: 40 punti al vincitore, poi 30, 25, 20, 15, 11, 7, 5, 3, ed un punto per il decimo.
- Eindhoven Team Time Trial (cronometro a squadre): i punti venivano attribuiti ai corridori che terminavano la prova, 10 punti ai membri della squadra vincitrice, poi 9, 8, 7, 6, 5, 4, 3, 2 ed 1 punto per i corridori dell'ultima classificata.
- I primi tre classificati nelle singole tappe che compongono le gare a tappe ottenevano, nell'ordine, 3, 2 e 1 punto.

La classifica individuale era realizzata addizionando i punti ottenuti dai corridori durante la stagione.

### Classifica a squadre
Ogni prova del circuito ProTour dava una classifica a squadre, stabilita in modo differente a seconda se la prova fosse in linea e a tappe:
- all'arrivo di una corsa in linea, ai tre migliori corridori di ogni squadra (escluse quelle giunte al traguardo con meno di tre elementi) venivano attribuiti dei punti secondo il seguente principio: un punto al primo, due al secondo, ecc. Le squadre venivano classificate in base a questi punteggi ottenuti dai singoli ciclisti meglio classificati; la migliore squadra risultava essere quella con il punteggio più basso.
- la classifica a squadre delle corse a tappe era ottenuta sommando i tempi dei tre migliori ciclisti di ogni squadra in tutte le tappe.

Le classifiche a squadre realizzate al termine di ogni prova permettevano di assegnare dei punti ad ognuna delle squadre ProTour, da 20 punti alla migliore ad uno per l'ultima.

### Classifica per nazioni
La classifica per nazioni era ottenuta sommando i punti ottenuti dai primi cinque corridori di ogni nazionalità nella classifica individuale.

## Edizioni
| Edizione      | Vincitore                                           | Squadra vincitrice | Classifica per nazioni |
| ------------- | --------------------------------------------------- | ------------------ | ---------------------- |
| 2005 Dettagli | Danilo Di Luca (Liquigas-Bianchi)                   | Team CSC           | Italia                 |
| 2006 Dettagli | Alejandro Valverde (Caisse d'Epargne-Illes Balears) | Team CSC           | Spagna                 |
| 2007 Dettagli | Cadel Evans (Predictor-Lotto)                       | Team CSC           | Spagna                 |
| 2008 Dettagli | Alejandro Valverde (Caisse d'Epargne)               | Caisse d'Epargne   | Spagna                 |

## Storico delle squadre ProTour
Nella stagione 2011 le squadre con licenza UCI ProTeam, ovvero i cui sponsor hanno sottoscritto un contratto pluriennale con l'Unione Ciclistica Internazionale, sono 18 (inizialmente nel 2005 erano 20). I team appartenenti a questa categoria devono partecipare a tutte le corse inserite nel calendario UCI World Tour istituito dall'UCI. Potranno altresì correre queste gare alcuni altri team, continental o professional, cui vengono assegnate delle wild card.
Alla nascita del circuito ProTour, 20 furono le squadre cui venne assegnata la licenza che permetteva loro di partecipare alle gare del circuito. Alla fine del 2005 Fassa Bortolo e Domina Vacanze furono sciolte e i posti vacanti furono assegnati rispettivamente a Team Milram, neonata squadra frutto della fusione tra i gruppi della stessa Domina Vacanze e del Team Wiesenhof, e AG2R Prévoyance. Nel 2006, la Phonak venne meno all'accordo dopo soli due anni, abbandonando anche il mondo del ciclismo, a causa delle vicende inerenti al doping relative a Floyd Landis (che correva per il team svizzero). Fu l'Unibet.com a sostituirla, mentre l'Astana Team ricevette la licenza detenuta da Manolo Saiz e dalla sua Liberty Seguros-Würth. Dopo lo scioglimento, alla fine del 2007, della Discovery Channel e il fallimento della Unibet.com, le squadre ProTour furono ridotte a 18.
Al termine della stagione 2008 le squadre Crédit Agricole e Gerolsteiner si sono sciolte; sono state sostituite dal Team Katusha, neonata squadra russa, e dal Team Garmin-Slipstream, sodalizio statunitense che già nel 2008 aveva partecipato al Giro d'Italia e al Tour de France oltre che, sfruttando le wild card offertele, a diverse prove del calendario ProTour.
Per la stagione 2010, la licenza non è stata rinnovata a Bbox Bouygues Telecom, Cofidis. Le neo-nate Team RadioShack e Sky Professional Cycling Team hanno invece ricevuto licenza ProTour. La Lampre-Farnese Vini, inizialmente esclusa, è stata poi riammessa provvisoriamente fino al 31 marzo 2010 e successivamente in via definitiva fino al termine della stagione.
La stagione 2011 vede tre novità, con la statunitense BMC Racing Team, l'olandese Vacansoleil Pro Cycling Team e la nuova Leopard-Trek che acquisiscono licenza ProTour, a scapito della Geox-TMC (ex Footon-Servetto) e della FDJ che scendono tra le Professional. Rinnovano la linceza Euskaltel fino al 2012, Movistar (ex Caisse d'Epargne) e Astana fino al 2013, HTC-Highroad e Liquigas fino al 2014. Con la chiusura del Team Milram diventano 18 le squadre con licenza ProTeam.
Il 2012 vede l'ingresso tra le squadre ProTour dell'australiana GreenEDGE Cycling Team, a cui è stata assegnata una licenza biennale, e il ritorno della FDJ, assente nel 2011. Katusha, Quickstep, Lotto e Saxo Bank si sono viste rinnovare la licenza.
Nel 2013 il Team Argos-Shimano subentra alla Katusha (inizialmente esclusa, poi reintegrata), mentre vengono rinnovate tutte le licenze in scadenza.
Con la dismissione di Vacansoleil-DCM ed Euskaltel-Euskadi, nella stagione 2014 tornano ad essere diciotto le squadre con licenza WorldTour. Alle diciassette confermate dal 2013 - con il passaggio di licenza dalla RadioShack-Leopard al nuovo team statunitense Trek Factory Racing - si aggiunge la francese Europcar, cui viene assegnata una licenza biennale.
| Codice UCI                       | Nome | Paese                                                                   | Anni ProTour    | Scadenza licenza |
| -------------------------------- | --- | ----------------------------------------------------------------------- | --------------- | ---------------- |
| A2R/ALM                          | AG2R Prévoyance/AG2R La Mondiale | Francia                                                                 | 2006-           | 2016             |
| AST                              | Astana Team/Astana/Pro Team Astana/Astana Pro Team                                                                                             | Kazakistan (2006) Svizzera (2007) Lussemburgo (2008) Kazakistan (2009-) | 2007-           | 2016             |
| RAB/BLA/BEL                      | Rabobank/Rabobank Cycling Team/Blanco Pro Cycling Team/Belkin Pro Cycling Team/Team Lotto NL-Jumbo                                             | Paesi Bassi                                                             | 2005-           | 2014             |
| BMC                              | BMC Racing Team | Stati Uniti                                                             | 2011-           | 2014             |
| LIQ/CAN                          | Liquigas-Bianchi/Liquigas/Liquigas-Doimo/Liquigas-Cannondale/Cannondale Pro Cycling                                                            | Italia                                                                  | 2005-2014       | 2014             |
| COF                              | Cofidis, le Crédit par Téléphone/Cofidis, le Crédit en Ligne/Cofidis, Solutions Credits                                                        | Francia                                                                 | 2005-2009       | 2009             |
| C.A                              | Crédit Agricole | Francia                                                                 | 2005-2008       | 2008             |
| DSC                              | Discovery Channel Pro Cycling Team | Stati Uniti                                                             | 2005-2007       | 2008             |
| SDM                              | Domina Vacanze | Italia                                                                  | 2005            | 2008             |
| EUS                              | Euskaltel-Euskadi | Spagna                                                                  | 2005-2013       | 2016             |
| FAS                              | Fassa Bortolo | Italia                                                                  | 2005            | 2008             |
| FDJ                              | Française des Jeux/FDJ/FDJ-BigMat/FDJ | Francia                                                                 | 2005-2010 2012- | 2014             |
| GRM/GRS/TCG/CPT                  | Team Garmin-Slipstream/Garmin-Transitions/Team Garmin-Cervélo/Team Garmin-Barracuda/Garmin-Sharp/Team Cannondale-Garmin/Cannondale Pro Cycling | Stati Uniti                                                             | 2009-           | 2014             |
| SDV/FUJ/FOT/GEO                  | Saunier Duval-Prodir/Scott-American Beef/Fuji-Servetto/Footon-Servetto/Geox-TMC                                                                | Spagna                                                                  | 2005-2010       | 2010             |
| GST                              | Gerolsteiner | Germania                                                                | 2005–2008       | 2008             |
| TMO/THR                          | T-Mobile Team/Team High Road/Team Columbia/Team Columbia-HTC/Team HTC-Columbia/HTC-Highroad                                                    | Germania (2005-2007) Stati Uniti (2008-2010)                            | 2005-2011       | 2014             |
| KAT                              | Team Katusha/Katusha Team | Russia                                                                  | 2009-           | 2015             |
| LAM                              | Lampre-Fondital/Lampre/Lampre-N.G.C./Lampre-Farnese Vini/Lampre-ISD/Lampre-Merida                                                              | Italia                                                                  | 2005-           | 2015             |
| LST/LSW                          | Liberty Seguros Team/Liberty Seguros-Würth Team/Würth Team/Astana-Würth/Astana                                                                 | Spagna                                                                  | 2005-2006       | 2008             |
| DVL/PRL/SIL/OLO/LTB/LTS          | Davitamon-Lotto/Predictor-Lotto/Silence-Lotto/Omega Pharma-Lotto/Lotto-Belisol Team/Lotto-Soudal                                               | Belgio                                                                  | 2005-           | 2015             |
| IBA/CEI/GCE/MOV                  | Illes Balears-Caisse de Epargne/Caisse d'Epargne-Illes Balears/Caisse d'Epargne/Movistar Team                                                  | Spagna                                                                  | 2005-           | 2016             |
| QSI/QST/OPQ/EQS                  | Quick Step-Innergetic/Quick Step/Quickstep Cycling Team/Omega Pharma-Quickstep Cycling Team/Etixx-Quick Step                                   | Belgio                                                                  | 2005-           | 2014             |
| GEC/OGE                          | GreenEDGE Cycling Team/Orica-GreenEDGE | Australia                                                               | 2012-           | 2016             |
| PHO                              | Phonak Hearing Systems | Svizzera                                                                | 2005–2006       | 2006             |
| RLT                              | Team Leopard-Trek/RadioShack-Nissan/RadioShack-Leopard                                                                                         | Lussemburgo                                                             | 2011-2013       | 2014             |
| TFR                              | Trek Factory Racing | Stati Uniti                                                             | 2014-           | 2014             |
| SKY                              | Sky Professional Cycling Team/Sky Procycling                                                                                                   | Gran Bretagna                                                           | 2010-           | 2016             |
| ARG/GIA/TGA                      | Team Argos-Shimano/Team Giant-Shimano/Team Giant-Alpecin                                                                                       | Paesi Bassi (2013-2014) Germania (2015-)                                | 2013-           | 2016             |
| BTL/BBO/EUC                      | Bouygues Télécom/Bbox Bouygues Telecom/Team Europcar/Direct énergie                                                                            | Francia                                                                 | 2005-2009 2014  | 2015             |
| MRM                              | Team Milram | Italia (2006-2007) Germania (2008-2010)                                 | 2006-2010       | 2010             |
| RSH/RNT                          | Team RadioShack | Stati Uniti                                                             | 2010            | 2013             |
| CSC/SAX/SBS/SAX/STB/TST/TCS/ TNK | Team CSC/Team CSC-Saxo Bank/Team Saxo Bank/Saxo Bank-Sungard/Team Saxo Bank/Team Saxo Bank-Tinkoff Bank/Team Saxo-Tinkoff/Tinkoff-Saxo         | Danimarca (2005-2013) Russia (2014-)                                    | 2005-           | 2014             |
| UNI                              | Unibet.com | Svezia                                                                  | 2007            | 2010             |
| VAC/VCD                          | Vacansoleil Pro Cycling Team/Vacansoleil-DCM Pro Cycling Team                                                                                  | Paesi Bassi                                                             | 2011-2013       | 2013             |
| DDD                              | Team Dimension Data | Sudafrica                                                               | 2016            | 2016             |

- In rosa le squadre dismesse, in giallo le squadre attive ma prive di licenza ProTour per la stagione 2013.

## Storico delle corse ProTour
| Nome                                       | Paese       | Anni ProTour |
| ------------------------------------------ | ----------- | ------------ |
| Tour Down Under                            | Australia   | 2008-2010    |
| Parigi-Nizza                               | Francia     | 2005-2007    |
| Tirreno-Adriatico                          | Italia      | 2005-2007    |
| Milano-Sanremo                             | Italia      | 2005-2007    |
| Giro delle Fiandre                         | Belgio      | 2005-2010    |
| Vuelta al País Vasco                       | Spagna      | 2005-2010    |
| Gent-Wevelgem                              | Belgio      | 2005-2010    |
| Parigi-Roubaix                             | Francia     | 2005-2007    |
| Amstel Gold Race                           | Paesi Bassi | 2005-2010    |
| Freccia Vallone                            | Belgio      | 2005-2007    |
| Liegi-Bastogne-Liegi                       | Belgio      | 2005-2007    |
| Tour de Romandie                           | Svizzera    | 2005-2010    |
| Volta a Catalunya                          | Spagna      | 2005-2010    |
| Giro d'Italia                              | Italia      | 2005-2007    |
| Critérium du Dauphiné Libéré               | Francia     | 2005-2010    |
| Tour de Suisse                             | Svizzera    | 2005-2010    |
| Eindhoven Team Time Trial                  | Paesi Bassi | 2005-2007    |
| Tour de France                             | Francia     | 2005-2007    |
| HEW Cyclassics/Vattenfall Cyclassics       | Germania    | 2005-2010    |
| Eneco Tour                                 | Benelux     | 2005-2010    |
| Clásica San Sebastián                      | Spagna      | 2005-2010    |
| Grand Prix Cycliste de Québec              | Canada      | 2010         |
| Grand Prix Cycliste de Montréal            | Canada      | 2010         |
| Deutschland Tour                           | Germania    | 2005-2008    |
| Vuelta a España                            | Spagna      | 2005-2007    |
| Grand Prix de Ouest-France                 | Francia     | 2005-2010    |
| Tour de Pologne                            | Polonia     | 2005-2010    |
| Campionati del mondo di ciclismo su strada | Vari        | 2005         |
| Meisterschaft von Zürich                   | Svizzera    | 2005-2006    |
| Parigi-Tours                               | Francia     | 2005-2007    |
| Giro di Lombardia                          | Italia      | 2005-2007    |

- In rosa le corse dismesse, in giallo quelle attualmente attive ma prive di licenza ProTour.